# Jigu Suanjing

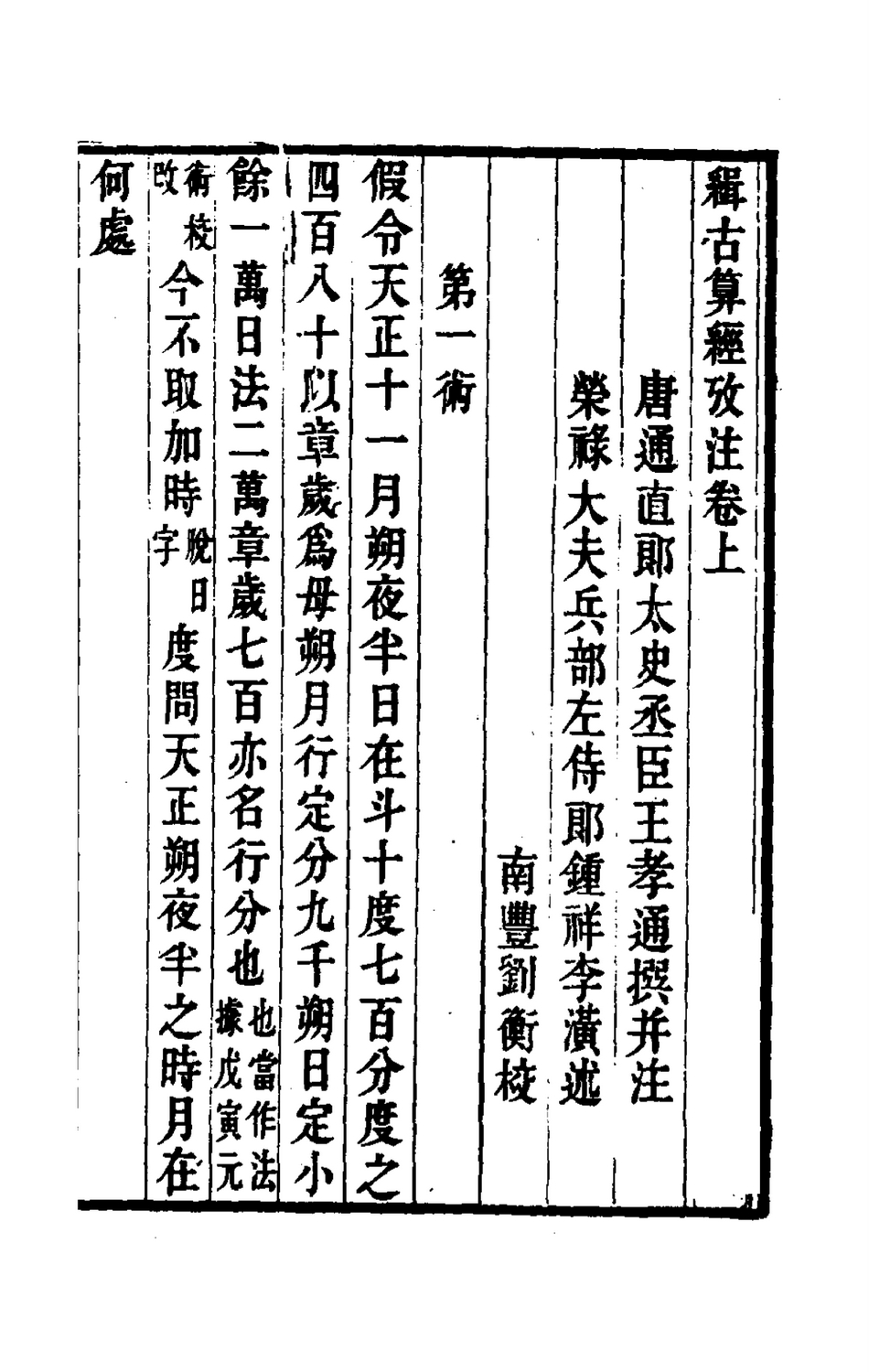
Facsímil de la dinastía Qing del Jigu Suanjing.

El Jigu Suanjing (缉古算经, Jīgǔ Suànjīng, lit. Continuación de la antigua matemática) es un trabajo del calendarista y matemático de los comienzos de la dinastía Tang Wang Xiaotong (580–640), escrito en algún momento antes del año 626, cuando presentó su trabajo al Emperador. Jigu Suanjing fue incluido como uno de los textos libros de texto para el sistema de examen imperial chino; la cantidad de tiempo requerida para estudiar este texto eran tres años, los mismos años que para el Jiuzhang Suanshu y el Haidao Suanjing.
El libro comenzó con presentaciones para el emperador, seguido de un problema de búsqueda similar a uno en el Jiuzhang Suanshu, seguido por 13 problemas de geometría tridimensional basados principalmente en ingeniería civil para la construcción de observatorios, diques, graneros, canales, etc. y 6 problemas de triángulos rectángulos en geometría euclidiana. Aparte del primer problema el cual era resuelto por aritmética, los problemas tratan con la solución de ecuaciones cúbicas, de hecho, es el primer trabajo de matemática china el cual trata con ecuaciones cúbicas, por eso, jugó un rol importante en el desarrollo de soluciones de ecuaciones polinómicas de orden superior en la historia de la matemática china. Antes de este trabajo, el Jiuzhang Suanshu había desarrollado el algoritmo de resolución de ecuaciones cúbicas simples {\displaystyle x^{3}=N} numéricamente, comúnmente refiriéndose a él como "encontrando el método de la raíz".
Wang Xiaotong utilizó un método algebraico para resolver problemas geométricos tridimensionales, y su obra es un gran avance del álgebra en la historia de la matemática china.

## Contenido

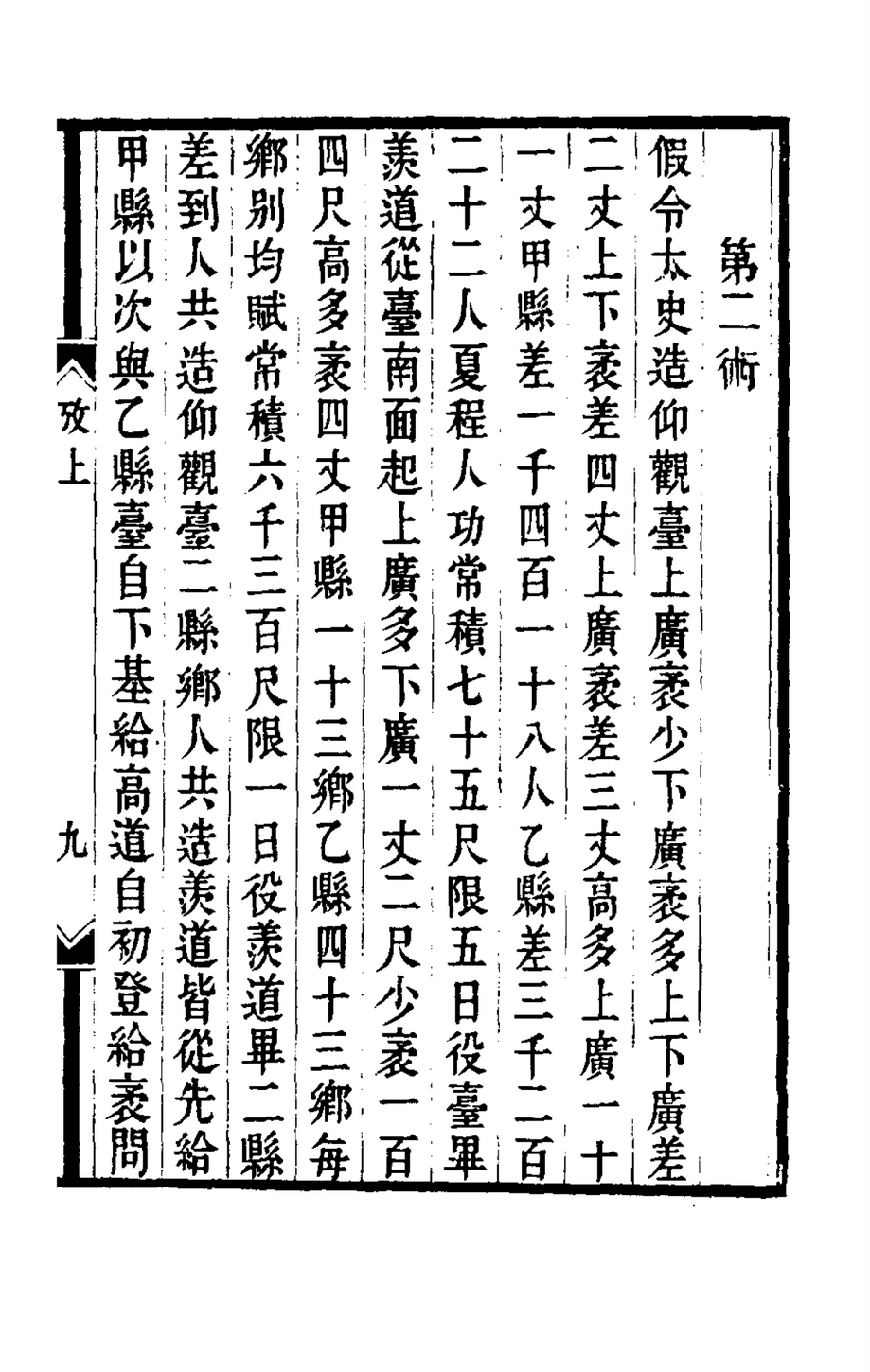
Segundo problema del Jigu Suanjing.

Cada problema en el Jigu Suanjing sigue el mismo formato, la pregunta suele comenzar con "Supone que tenemos esto y esto,... pregunta:...¿Cuántos hay de estos?"; seguido por "respuesta:...", con números concretos; luego continuado por "El algoritmo dice que:...", en donde Wang Xiaotong detalló el razonamiento y el proceso para la construcción y resolución de ecuaciones matemáticas a partir de las propiedades geométricas del problema relevante.
En Jigu Suanjing, Wang estebleció y resolvió 25 ecuaciones cúbicas, 23 de ellas desde el problema 2 hasta el 18 tienen la forma
{\displaystyle x^{3}+px^{2}+qx=N,}
mientras que los dos problemas faltantes, 19 y 20 cada uno tienen una ecuación cuadrática doble:
{\displaystyle x^{4}+px^{2}+q=0}
- Problema 3, dos ecuaciones cúbicas:

{\displaystyle x^{3}+{\frac {3cd}{b-c}}x^{2}+{\frac {3(a+c)hd^{2}}{(H-h)(b-c)}}x={\frac {6Vd^{2}}{(H-h)(b-c)}}}
{\displaystyle x^{3}+5004x^{2}+1169953{\frac {1}{3}}x=41107188{\frac {1}{3}};}
- Problema 4, también dos ecuaciones cúbicas:

{\displaystyle x^{3}+62x^{2}+696x=38448,\quad x=18;}
{\displaystyle x^{3}+594x^{2}=682803,\quad x=33;}
- Problema 5:

{\displaystyle x^{3}+15x^{2}+66x-360,\quad x=3}
- Problema 7:

{\displaystyle x^{3}+(D+G)x^{2}+\left(DG+{\frac {D^{2}}{3}}\right)x=P-{\frac {D^{2}G}{3}}}
{\displaystyle X^{+}3{\frac {hs}{D}}x^{2}+3\left({\frac {hs}{D}}\right)^{2}x={\frac {P'}{3}}{\frac {h^{2}}{D^{2}}}}
- Problema 8:

{\displaystyle x^{3}+90x^{2}-839808,\quad x=72}
- Problema 15:

{\displaystyle x^{3}+{\frac {S}{2}}x^{2}-{\frac {P^{2}}{2S}}=0}
- Problema 17:

{\displaystyle x^{3}+{\frac {5}{2}}Dx^{2}+2D^{2}x={\frac {P^{2}}{2D}}-{\frac {D^{2}}{2}}}
- Problema 20: "Supone que el cateto largo de un triángulo rectángulo fuera 16 1/2, el cuadrado del producto del cateto corto y la hipotenusa es 64 14/25, pregunta: ¿Cuál es la longitud del cateto corto?"

Respuesta: "La longitud del cateto corto es 8 4/5."
Algoritmo: "Deja al cuadrado del cuadrado del producto ser 'shi' (el término constante), y deja al cuadrado del cateto largo del triángulo ser 'fa' (el coeficiente del término en el eje {\displaystyle y}). Resuelve por "buscando el método de la raíz", después busca nuevamente la raíz cuadrada.
El algoritmo se basa en colocar una ecuación cuadrática doble:
{\displaystyle x^{4}+\left(16{\frac {1}{2}}\right)^{2}x^{2}=\left(164{\frac {14}{15}}\right)^{2}}
donde {\displaystyle x} es el cateto corto.
La obra de Wang influenció mucho a posteriores matemáticos chinos como Qin Jiushao y Jia Xian de la dinastía Song.

## Ediciones
Durante la dinastía Tang había en circulación ediciones del Jigu Suanjing copiadas a mano. Durante la dinastía song, había 1084 ediciones impresas por el gobierno. Sin embargo, debido a la dinastía Ming, se perdieron casi todas las versiones copiadas a mano de la dinastía Tang y la dinastía Song; solo una copia de una edición de la dinastía Song del Sur sobrevivió. Esta copia fue obtenida posteriormente por el editor de la dinastía Qing Mao Jin, el cual hizo una copia a mano de la imagen (copiar todo carácter por carácter, y luego una cuidadosa forma impresa) de ella. La copia en imagen de Mao Jin del Jigu Suanjing se transformó de la edición impresa durante la era del emperador Qianlong y además fue incorporada en el Siku Quanshu. La edición impresa de la era de Qianlong desapareció, y solo la edición en imagen de Mai Jin sobrevivió en el Museo del Palacio en la Ciudad Prohibida. La copia en el Siku Quanshu aún existe.
Durante la dinastía Qing, el estudio del Jigu Suanjing estaba de moda; media docena de libros dedicados al estudio del Jigu Suanjing por varios matemáticos fueron publicados, algunos los cuales estaban centrados en llenar las brechas de varios caracteres restantes perdidos debido a su antigüedad, y otros dedicados a la detallada elaboración de algoritmos, ya sea desde el punto de vista geométrico o desde el punto de vista algebraico chino conocido como Tian Yuan Shu (por Zhang Dunren).
En 1963, el historiador matemático chino Qian Baocong publicó su versión comentada de Los diez cánones del cálculo, incluyendo, obviamente, el Jigu Suanjing.
El Jigu Suanjing fue introducido en el mundo de habla inglesa por Alexander Wylie, en su libro Notes on Chinese Literature.